# Muteesa II
Muteesa II (19 novembre 1924 - 21 novembre 1969) est un homme d'État ougandais. Roi du Bouganda de 1939 à 1966, avant l'indépendance, il est le premier président de la république d'Ouganda de 1963 à 1966.
Son nom complet est Edward Frederick William David Walugembe Mutebi Luwangula Muteesa mais il est souvent surnommé « King Freddie » par ses partisans. Comme roi, il est aussi le chef du peuple Ganda qui domine le Bouganda et porte le titre de kabaka (roi) de ce royaume.

## Biographie

### Formation
Après avoir fréquenté le King's College Budo, il termine ses études à l'université de Cambridge (Magdalene College), où il rejoint le University Officers' Training Corps (UOTC), avant d'être nommé capitaine dans les Grenadier Guards.

### Parcours politique
Muteesa II devient roi en 1939 après la mort de son père, le roi Daudi Chwa II, alors qu'il est encore étudiant en Angleterre. À cette époque, le Bouganda fait partie du protectorat britannique de l'Ouganda. Il poursuit la politique de réforme du royaume, entamée par son père, royaume très largement autonome, vers une monarchie constitutionnelle. Quand les discussions commencent au sein des autorités britanniques pour faire de l'Ouganda un État indépendant, le roi intervient pour essayer d'assurer l'indépendance du Bouganda vis-à-vis de l'Ouganda. Ces efforts sont vains et mal perçus et il est même brièvement déposé et exilé.
Muteesa II retourne en Ouganda et reprend son trône en 1955. La même année naît son fils, le prince Ronald Mutebi. En 1962, l'Ouganda devient indépendant avec Milton Obote comme Premier ministre et Walter Coutts comme gouverneur général. En 1963, Obote abolit le statut de l'Ouganda comme royaume du Commonwealth et remplace le poste de gouverneur général par celui d'un président honorifique. Une élection, largement truquée, voit Muteesa élu comme premier président de la république d'Ouganda, un résultat qu'Obote a délibérément orchestré pour apaiser la tribu Ganda.
Muteesa ne se satisfait pas de servir de simple prête-nom et il garde une rancune contre Milton Obote sur le futur du Bouganda. En 1966, il demande une enquête parlementaire sur une contrebande d'or et d'ivoire du Congo voisin dans lequel Obote et son chef d'état-major Idi Amin Dada seraient impliqués. Cette même année, Obote suspend la Constitution ougandaise et se proclame lui-même nouveau président, exilant Muteesa en Grande-Bretagne. Le président Obote abolit alors tous les royaumes d'Ouganda, y compris le Bouganda. 

### Décès
Muteesa II meurt de surdose d'alcool dans sa maison de campagne londonienne à Rotherhithe en 1969 à l'âge de 44 ans. La police britannique attribue ce décès à un suicide. Certains y voient un possible assassinat, Muteesa II pouvant avoir été forcé à boire d'importantes quantités de vodka par les agents du régime d'Obote. Le roi avait été interviewé seulement quelques heures avant sa mort par le journaliste britannique John Simpson. Ce dernier l'avait trouvé à jeun et ayant tous ses esprits. Simpson rapporte cela à la police le jour suivant en apprenant la nouvelle de la mort de Muteesa II mais cette piste n'est pas suivie par l'enquête.
Après la mort de Muteesa II, son fils Mutebi II lui succède au rang de kabaka du Bouganda, mais n'est proclamé comme tel qu'en 1993, lors du rétablissement des royaumes bantous d'Ouganda.

## Distinctions
- Chevalier commandeur de l'ordre de l'Empire britannique (KBE) en 1961[2].